# Moinești
Moinești – miasto w Rumunii (okręg Bacău, Mołdawia). Liczy 28 tys. mieszkańców (2006).
W Moinești urodzili się m.in.:
- Tristan Tzara – pisarz
- Moses Rosen – rabin
- Cristina Popescu
- Raluca Belciu.